# Nysho
Nysho, także Nyisho, Nyishog (dzong. ཉི་ཤོག་་) – gewog w dystrykcie Wangdü Pʽodrang w Królestwie Bhutanu. Według spisu powszechnego z 2005 roku, gewog ten zamieszkiwały 2304 osoby.
Gewog Nysho podzielony jest na 6 mniejszych jednostek zwanych chiwogami. Noszą one następujące nazwy: Goensar Rajawog, Chitokha Pangkha, Gangjab, Samtengang, Geylegkha Kuenzangling i Chhaebhakha.

## Demografia
Według Bhutańskiego Urzędu Statystycznego gewog ten zamieszkuje 1117 mężczyzn i 1187 kobiet (dane za rok 2005) w 467 domostwach. Stanowiło to 7,4% ludności dystryktu.